# Hylocereus setaceus
A Hylocereus setaceus egy széles elterjedtségű epifita kaktusz, de rokonánál a Hylocereus megalanthusnál ritkábban termesztik terméséért.

## Elterjedése és élőhelye
Argentína, Brazília, Bolívia, Paraguay, 50–750 m tszf. magasságban.

## Jellemzői
Kúszó hajtású növény, mind fákra kapaszkodva, mind a sziklákon elterülve megtalálható. A szárai erőteljesen három bordásak, szárnyaltak, 20 mm átmérőjűek, világoszöldek. Areolái fiatalon barnásan szőrösek és sertetöviseket viselnek, később 2-4 darab, 1–3 mm hosszú vöröses, majd barnás tövis fejlődik rajtuk. Virágai nagyméretűek, 250–300 mm hosszúak, fehérek, a külső szirmok zöldessárgák, visszahajlóak, a portokok sárgák. Termése vörös, tojásdad alakú, 87 mm hosszú, bütykös, 10–20 mm hosszú tövisek fedik, a pulpa fehér. Magjai feketék.

## Rokonsági viszonyai
A fajt korábban a Mediocactus és Selenicereus nemzetségekbe is sorolták. Közeli rokona a Hylocereus megalanthus fajnak, lehet, hogy mindkettő hibrid eredetű. Termését széles körben fogyasztják élőhelyén.
A Salmdyckia subgenus tagja.